# Almighty Voice
Almighty Voice, conosciuto anche come Jacob Martin Jamieson (Cattaraugus, 19 febbraio 1873 – Coldspring, 15 agosto 1960), è stato un giocatore di lacrosse canadese, vincitore di una medaglia di bronzo nel lacrosse maschile a squadre ai Giochi della III Olimpiade.

## Palmarès
In carriera ha conseguito i seguenti risultati:
- Giochi olimpici

Saint Louis 1904: bronzo nel lacrosse maschile a squadre.